# Salix sirakawensis
Salix sirakawensis är en videväxtart som beskrevs av Arika Kimura. Salix sirakawensis ingår i släktet viden, och familjen videväxter. Inga underarter finns listade i Catalogue of Life.